# Уэльский миллениум-центр
Уэльский Миллениум-центр (валл. Canolfan Mileniwm Cymru, англ. Wales Millennium Centre) — художественный центр, расположенный в Кардифф-Бэй в Кардиффе, Уэльс. Центр был заложен в 2002 году; первый этап открытия состоялся 26-28 ноября 2004 года, второй этап — 31 января 2009 года. В учреждении проходят театральные, концертные и балетные выступления, художественные выставки и общественные мероприятия.
В центре, именуемом местными жителями the Armadillo, расположен Театр Дональда Гордона вместимостью 1750 зрителей, а также два зала меньших размеров с павильонами, магазинами и ресторанами. В центре расположены Уэльская национальная опера и Уэльский национальный оркестр BBC .

## Надпись
Надпись лицевой стороне купола над главным входом представляет собой две строчки из произведений валлийской поэтессы Гвинет Льюис. Первая строчка на валлийском: Creu Gwir fel gwydr o ffwrnais awen, что означает «Творите истину как стекло из печи вдохновения», вторая — на английском: In These Stones Horizons Sing, что означает «В этих камнях горизонты поют». В самом куполе находятся ресторанные помещения, а буквы выполняют функцию окон и подсвечиваются ночью.

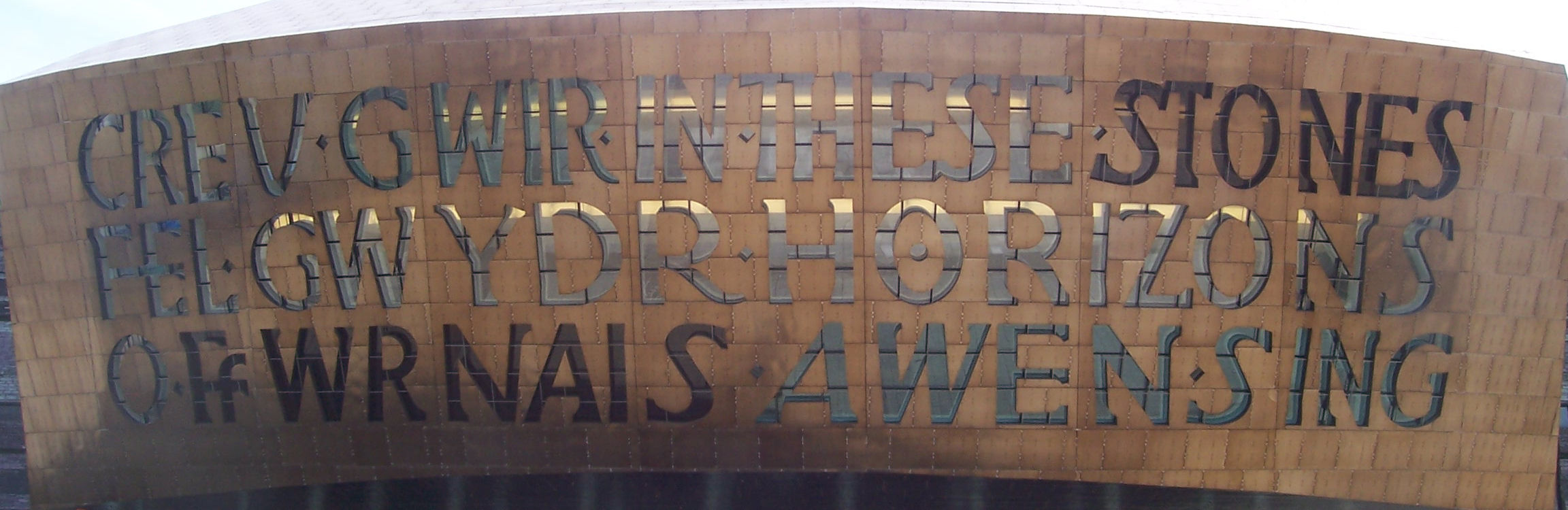
Creu Gwir Fel Gwydr O Ffwrnais Awen (валлийский) In These Stones Horizons Sing (английский)

## В культуре
- Уэльский Миллениум центр в спин-оффе сериала «Доктор Кто», «Торчвуд» использовали как штаб квартиру института Торчвуд, и он находился под землёй.